# Paranerita metapyria
Paranerita metapyria är en fjärilsart som beskrevs av Paul Dognin 1907. Paranerita metapyria ingår i släktet Paranerita och familjen björnspinnare. Inga underarter finns listade i Catalogue of Life.